# François de Menthon
François de Menthon (Montmirey-la-Ville, 8 gennaio 1900 – Annecy, 2 giugno 1984) è stato un giurista e politico francese.

## Biografia
Proveniente da una famiglia aristocratica (proprietaria di un castello in Alta Savoia), figlio del politico Henri de Menthon (1865-1952) e di Marguerite Picot de Moras d'Aligny (1875-1934). compì i suoi studi universitari in giurisprudenza a Digione e, successivamente, a Parigi. Membro dell'Azione cattolica francese (della cui componente giovanile fu presidente dal 1927 al 1930), fu poi fra i fondatori della Gioventù operaia cristiana. Sposato con Nicole Le Gouz de Saint-Seine, ebbe sette figli. Era zio materno dell'attore Jean Sorel, figlio della sorella Ghislaine.
Docente di economia politica presso l'Università di Nancy, fu anche studioso di diritto del lavoro.
Fu eletto consigliere comunale a Nancy nel 1933 e fu richiamato alle armi nel 1939 come capitano dell'esercito francese, alla vigilia della seconda guerra mondiale. Ferito e catturato nel giugno 1940, dopo tre mesi in ospedale a Saint-Dié-des-Vosges riuscì a evadere e ritornare nella nativa Savoia, dove si unì alla resistenza francese nel gruppo Combat.
Fuggito dalla Francia raggiunse Charles de Gaulle a Londra nel luglio 1943, seguendolo poi ad Algeri nel ruolo di commissario alla giustizia del Comitato francese di Liberazione nazionale. Con la liberazione della Francia, il 10 settembre 1944, divenne ministro della giustizia nel governo provvisorio, carica che mantenne fino all'8 maggio 1945, quando fu nominato Procuratore generale, con il compito, tra l'altro, di sovrintendere all'epurazione dei collaborazionisti e sostenere l'accusa contro gli esponenti del governo di Vichy.
Fu tra i fondatori del Movimento Repubblicano Popolare e fu deputato all'Assemblea nazionale dal 1946 al 1958, ministro dell'economia nazionale nel governo guidato da Georges Bidault dal 24 giugno al 16 dicembre 1946, nonché sindaco di Menthon-Saint-Bernard dal 1945 al 1977.
Attivo anche nella politica europea, fu componente dell'Assemblea parlamentare del Consiglio d'Europa, che presiedette dal 1952 al 1954. Durante la sua presidenza fu ufficialmente adottata e presentata al pubblico la prima versione della bandiera dell'Europa (con 15 stelle in luogo delle 12 della sua versione definitiva ufficiale).

## Processo di Norimberga
Fu nominato dal governo francese come procuratore capo al processo di Norimberga. Nella sua requisitoria del 17 gennaio 1946 ebbe a dichiarare: 
(François de Menthon, Atti della XXXVI seduta del processo di Norimberga, 17 giugno 1946)
Lasciò il ruolo poche ore dopo avere pronunciato la requisitoria per rientrare in Francia e dedicarsi all'attività politica. Gli successe come procuratore capo francese Auguste Champetier de Ribes.